# Labulia
Labulia is een bestuurslaag in het regentschap Centraal-Lombok van de provincie West-Nusa Tenggara, Indonesië. Labulia telt 9517 inwoners (volkstelling 2010).